# グリフィス・ジョーンズ

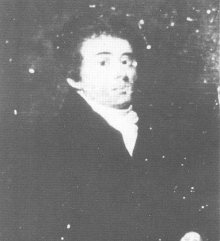
グリフィス・ジョーンズ

グリフィス・ジョーンズ、（Griffith Jones、1684年 - 1761年4月8日）は、ウェールズの巡回学校を組織したことで知られるイングランド国教会の教職者。ジョーンズの名はカーマーゼンシャーと結び付けられる。
ジョーンズは1683年から1984年に生まれ、1684年の5月1日に幼児洗礼。カーマーゼンのグラマー・スクールで教育を受けた。1708年に聖職者按手を受けて1716年にLlanddowrorの牧師に任命され、生涯をそこで過ごした。
1731年、人々に読むことを教えるためにカーマーゼンシャーで巡回学校を始めた。約3か月周期だったこの学校では、ウェールズ語が使われた。ジョーンズが1761年に死去した時点では、ウェールズ中の2万人がここで学んだと推測される。
ジョーンズは人が救われるために読むことを教え、彼のカリキュラムは聖書と教理問答だった。そうして深く聖書を知り、読み書きのできる国と民を作ったジョーンズは、ウェールズの民がメソジストを受け入れる道備えをした、ウェールズのメソジストの先駆者だったと考えられるとともに、力強い説教者でもあった。後のメソジストの指導者たちも、ジョーンズと同じように野外説教をした。ジョーンズはウェールズ・メソジスト・リバイバルを強く支持し、この働きの初期の指導者と働いた。事実、ダニエル・ローランドはジョーンズの説教によって回心した。
ブリジェット・ビーヴァンがジョーンズの働きを支援し、彼の死去後に学校の運営を続けた。